# 高脚杯

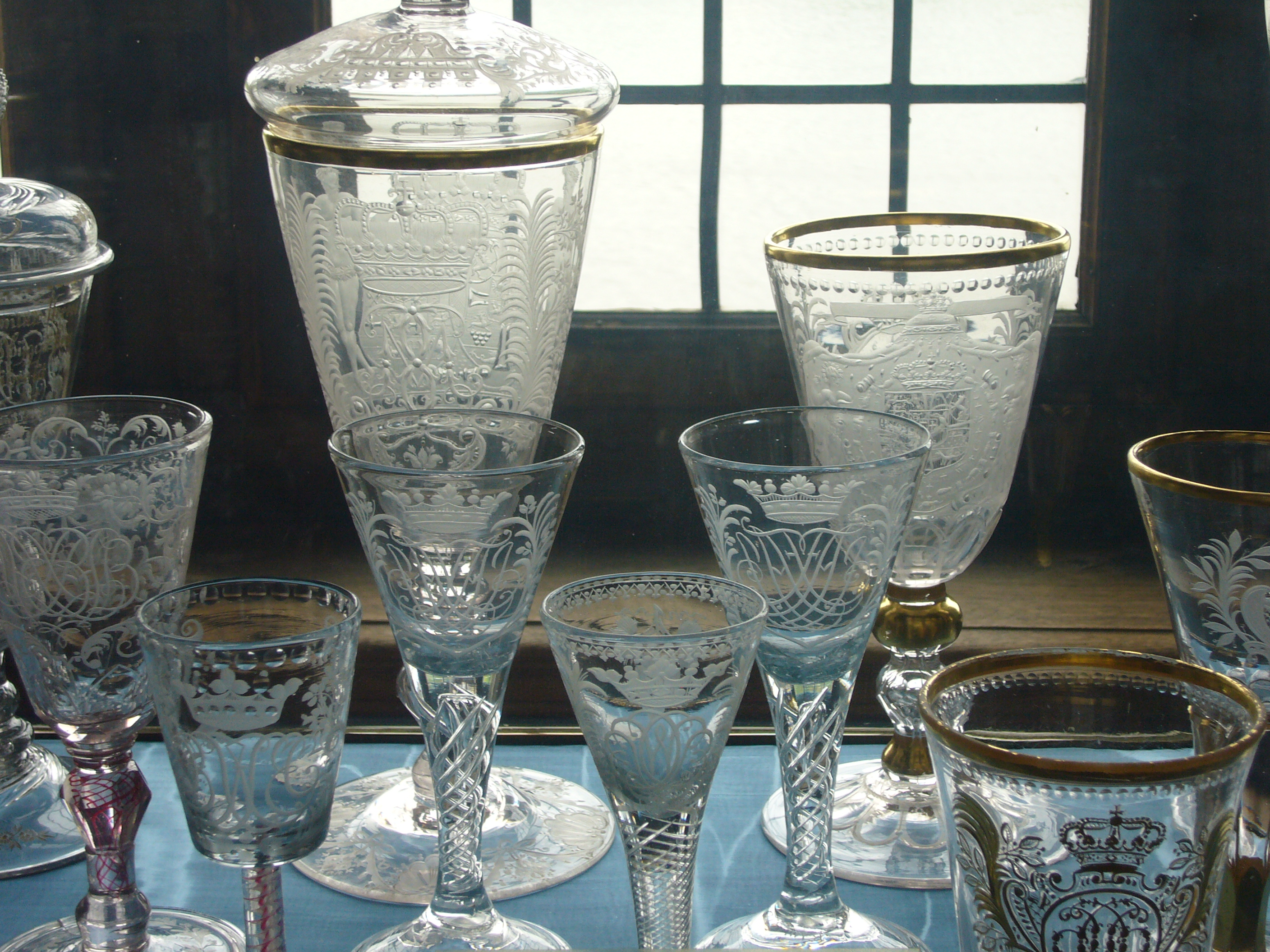
收藏於丹麦腓特烈堡城堡博物馆的18世纪高脚杯

高脚杯是一种帶有底座的玻璃杯，高脚杯通常由玻璃制成，但也可以由陶瓷或金属制成。如果玻璃杯裝的液體比較燙，人們可握住玻璃杯的底座，這樣手就可以不會被滾燙的熱飲燙傷。 
高脚杯包括：
- Absinthiana（英语：Absinthiana）
- Champagne flute（英语：Champagne flute）
- Beer_glassware（英语：Beer_glassware）
- Cocktail glass（英语：Cocktail glass） (包括马提尼酒杯和玛格丽塔酒杯)
- 力娇酒酒杯
- Rummer（英语：Rummer）
- Snifter（英语：Snifter）
- 酒杯